# 污斑眼蝶屬
污斑眼蝶屬（Evening Brown，學名：Cyllogenes）是蛺蝶科眼蝶亞科暮眼蝶族中的一個屬。物種分佈於印度尼西亞北部及婆羅洲。

## 物種
- 珍貴污斑眼蝶 Cyllogenes janetae
- 指名污斑眼蝶 Cyllogenes suradeva
- 伍氏污斑眼蝶 Cyllogenes woolletti